# اولتراوایلت: کد ۰۴۴
اولتراوایلت: کد ۰۴۴ (ウルトラヴァイオレット:コード044 Urutoravaioretto: Kōdo Zero Fōtī Fō) عنوان یک مجموعه تلویزیونی انیمه ژاپنی به نویسندگی و کارگردانی اوسامو دزاکی است، که بر اساس فیلم «فرابنفش» محصول سال ۲۰۰۶ و به کارگردانی کرت ویمر ساخته شده است. این مجموعه به تعداد ۱۲ قسمت توسط استودیوی مدهاوس از ۱ ژوئیه ۲۰۰۸ تا ۱۶ سپتامبر ۲۰۰۸ در شبکه انیماکس پخش شد.